# Centrarchops chapini
Centrarchops chapini är en fiskart som beskrevs av Fowler 1923. Centrarchops chapini ingår i släktet Centrarchops och familjen Dinopercidae. Inga underarter finns listade i Catalogue of Life.